# Понятовский, Михаил Ежи
Михаил Ежи Понятовский (пол. Michał Jerzy Poniatowski; 12 октября 1736, Гданьск — 12 августа 1794, Варшава) — главный коронный секретарь с 1768 года, плоцкий епископ с 1773 года, последний примас Первой Речи Посполитой с 1784 года, член Тарговицкой конфедерации, масон.
Представитель рода Понятовских герба «Циолек». Сын Станислава Понятовского, краковского каштеляна и Констанции Чарторыйской. Младший из всех братьев короля польского и великого князя литовского Станислава Августа Понятовского. Его родным сыном был экономист Пётр Малешевский.

## Молодость и духовная карьера
С ранней молодости Михал Ежи Понятовский готовился к общественной службе. В возрасте семи лет он отправился получать образование в варшавскую коллегию театинцев. Подготовленный родителями для духовного сана, Михал в 1754 году отправился в Рим под опекой ксёндза Антонио Марии Порталупи. Теологическое обучение не было его целью пребывания в церковной столице (Понятовский прошёл только короткий частный курс канонического права), а установление отношений с высшими представителями папского двора: Его Высокопреосвященством кардиналом Джованни Франческо Альбани, кардиналом-протектором Речи Посполитой и Камильо Паолуччи, который был нунцием в Варшаве и Вене. В августе 1754 года он был принят в римскую литературную академию «Аркадия».
Михаил вернулся на родину осенью 1755 года. В следующем году он поступил в духовную семинарию ксёндзов-миссионеров в Варшаве, где его обучением руководил ксёндз Пётр Сливицкий, инспектор польской провинции. С наступлением праздников, 12 декабря 1756 года, он пыл рукоположен в краковском капитуле. Священный сан он получил 31 мая 1760 года из рук плоцкого епископа Иеронима Анетония Шептицкого в варшавском костеле Святого Креста. В 1762 году он стал коадъютором гнезнинской кустодии.